# Cung điện Chitralada
Cung điện Chitralada, tên đầy đủ là Phra Tamnak Chitralada Rahothan (tiếng Thái: พระตำหนักจิตรลดารโหฐาน ) là nơi ở của vua Thái Lan Bhumibol Adulyadej (Rama IX) và hoàng hậu Sirikit tại Bangkok. Vua Bhumibol là vị vua đầu tiên của triều đại Chakri sống ở Cung Chitralda. Ông đã chuyển đến sinh sống tại cung này sau cái chết bí ẩn của anh trai mình là vua Rama VIII ở  Đại Cung. Cung Chitralada có Trường Chitralada, đầu tiên được thiết lập cho những đứa trẻ thuộc hoàng tộc.

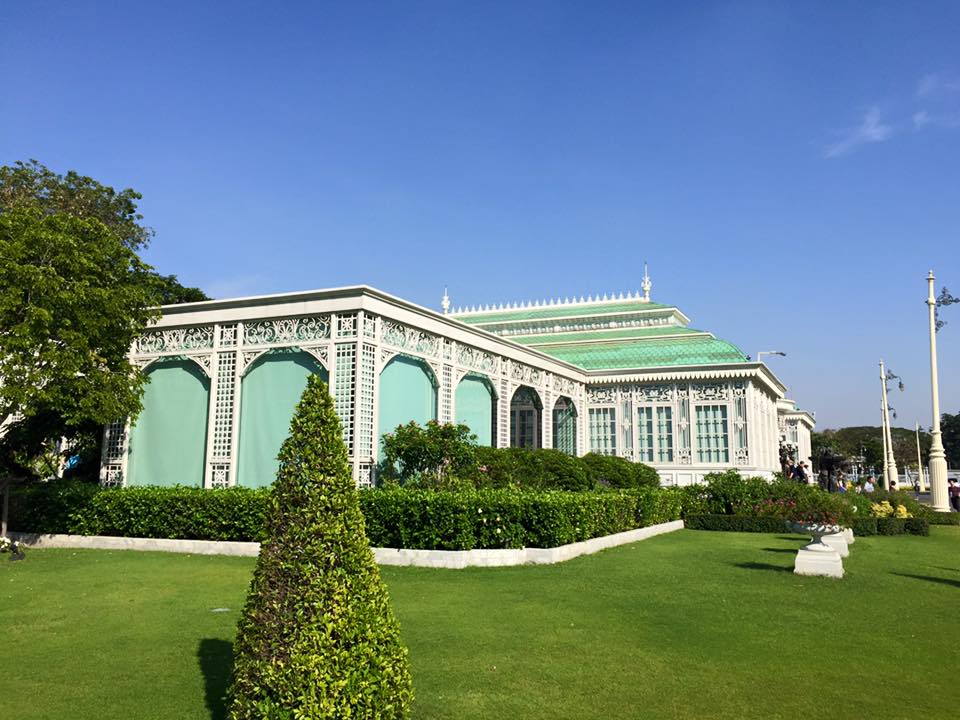
Cung điện Chitralada

## Lịch sử
- Năm 1906, Vua Rama V (vua Chulalongkorn) đã cho xây dựng cung điện có tên là Ananta Samakho hay Chitralada.[2]
- Năm 1910, Vua Rama V qua đời, cung điện chưa hoàn thành, người lên ngôi vua là vua Vajiravudh biệt hiệu là vua Rama VI đã cho xây tiếp tục xây dựng cung điện Ananta Samakhom. Năm 1915, cung điện Ananta Samakhom chính thức hoàn thành.
- Năm 1932, sau cuộc đảo chính công điện được coi là một tòa nhà Quốc hội của Thái Lan đầu tiên.

Ngày nay, cung điện này dùng để đón tiếp các quan chức ngoại giao từ nước khác, những cuộc hội hợp của nhà nước và cũng là nơi diễn ra các dịp lễ kĩ niệm của Hoàng Tộc.
- Từ năm 2011, tòa nhà chính thức đưa vào khai thác du lịch, cho công chúng thưởng lãm với tên gọi "Art of the kingdom" hay Dusit Palace.

## Miêu tả
Cung điện được xây dựng theo lối kiến trúc của Ý ở thời Phục Hưng pha trộn với kiến trúc Thái Lan mái cong đỉnh nhọn, chính hai kỹ sư người Ý thiết kế đó là Mario Tamango và Annibale Rigotti, kiến trúc theo thời kỳ Phục Hưng, sử dụng đa phần đá Cẩm Thạch từ Canada, Ý và những vật liệu khác ở nước ngoài. 
Cung điện có tổng cộng 2 tầng đều lót đá cẩm thạch trắng, tầng dưới chính giữa điện là chiếc ngai vàng của vua Thái Lan và các tác phẩm Hoàng gia,  phía trên mái vòm rất đẹp vì trên mái vòm được điêu khắc bức bích họa đẹp tuyệt mỹ, bức bích họa mô tả triều đại Chakri (được vẽ bởi Galileo Chini). Trong đó có các bức tranh mô tả vị vua Rama 5 - đặc biệt bức họa Rama 5 và dân chúng nghèo - đây chính là tác phẩm in trên tờ tiền 100 baht của Thái Lan.
Ở tầng trên có một căn phòng dài các bức tranh họa tiết về thời kỳ La Mã và những vườn hoa cỏ, bên trong căn phòng là một con đường to lớn trải dài, đây cũng chính là nơi diễn ra buổi diễu hành Tropping of the Color vào tháng 12 hàng năm, hội chợ Hội Chữ Thập đỏ vào cuối tháng ba.
Cung điện trưng bày các tác phẩm nghệ thuật, các tác phẩm được trang trí thật tỉ mỉ bởi các học sinh, sinh viên tại Trung tâm dạy nghề Chitralada.
Cung điện có 24 khu vực nhỏ bên trong là những tuyệt tác của nghệ thuật với những món trang sức nhỏ xíu được chạm trổ tinh tế, những tác phẩm mô phỏng vật dụng của hoàng gia được chế tác công phu và tỉ mỉ như ngai vàng của Vua – Busabok Mala, chiếc ghế đặt trên lưng voi dành cho Vua, lọng che, mô hình thuyền rồng của nhà Vua…Đặc biệt nghệ thuật thêu tay và cẩn tranh, tranh sức làm từ mây và cánh con cánh cam. Đây chính là nghệ thuật đặc sắc nhất của cung điện. 
Kế bên cung điện là một vườn hoa tuyệt đẹp nối liền kề với lâu đài Vimanmek, nơi đây được tổ chức ngày lễ cho trẻ em vui chơi thỏa sức vào tháng giêng hàng năm, cả lâu đài và vườn hoa mà k
- Giờ mở cửa: 9h30 đến 4h00 hàng ngày (trừ thứ hai).[3]
- Hướng dẫn viên theo bạn khoảng 30 phút thiết trình về cung điện.
- Quy định cung điện không được cho đem máy ảnh và để chụp.
- Cung điện là nơi trang nghiệm nên ăn mặc lịch sự (không được đi dép xỏ ngón, quần áo ngắn, áo ba lỗ hoặc áo T-shirt)
- Giá vé vào cỗng: 50 Bath ~ 32.000 vnđ/vé.[4]

Cung điện nằm ngay trung tâm nên rất dễ tìm, địa chỉ cung điện là: Quảng trường Hoàng Gia, cung điện Durist (Dusit, จังหวัด กรุงเทพมหานคร Thái Lan).